# Coptosia bithyniensis
Coptosia bithyniensis là một loài bọ cánh cứng trong họ Cerambycidae.